# Windows SideShow
Windows SideShow é uma tecnologia descontinuada, criada pela Microsoft para o Windows Vista que permite ao utilizador aceder a conteúdos armazenados no computador de forma remota, quer este esteja ligado ou desligado, através de um pequeno dispositivo com ecrã. Este dispositivo pode funcionar como leitor de MP3, e-mails e arquivos de imagem, na medida em que consegue aceder às dados armazenados no PC. Também pode ser um dispositivo específico para a função de aceder aos ficheiros do computador. Com o Windows 7 em 2008 foi introduzido o suporte ao acesso de múltiplos usuários.
Esta tecnologia foi lançada em 2007 com o Windows Vista e descontinuada com a introdução do Windows 8.1.
Sistemas Operacionais suportados:
- Windows Vista
- Windows 7
- Windows 8